# Les Soldats de Salamine
Les Soldats de Salamine (en espagnol, Soldados de Salamina) est un roman de l'écrivain espagnol Javier Cercas, publié en mars 2001 en Espagne. Il est publié en français en 2002 par Actes Sud. Traduit dans une vingtaine de langues, le roman a été adapté au cinéma par David Trueba.
Écrit à la première personne, c'est un récit à la fois historique et fictif, appartenant au genre roman non fictionnel.

## Structure du livre
Le livre est divisé en trois parties :
- Première partie : Les amis de la forêt
- Deuxième partie : Les soldats de Salamine
- Troisième partie : Rendez-vous à Stockton

La première partie raconte comment l'auteur apprend l'histoire de l'exécution manquée de Rafael Sánchez Mazas par l'entremise de son fils Rafael Sánchez Ferlosio et décide d'en faire un livre. La deuxième partie est l'histoire proprement dite qui cherche à s'en tenir aux faits réels provenant d'entretiens et de documents obtenus à travers une enquête. La troisième partie évoque les doutes de l'écrivain sur la possibilité de terminer son livre et l'opportunité surgie grâce à Roberto Bolaño de rencontrer Miralles, un ancien combattant républicain.

## Argument
L'exécution manquée de Rafael Sánchez Mazas, écrivain et idéologue de la Phalange espagnole, constitue le nœud central du roman. La Guerre civile touche à sa fin, les troupes républicaines en déroute se replient vers la France. Au cours de cette retraite, l'exécution massive de prisonniers fascistes est organisée, mais Sánchez Mazas dans la confusion de la fusillade parvient à s'enfuir dans la forêt. Un milicien républicain à ses trousses le retrouve caché dans un trou mais le laisse en vie après avoir croisé son regard pendant quelques secondes. Sánchez Mazas est ensuite aidé par des paysans catalans et parvient à survivre jusqu'à l'arrivée des troupes franquistes. 
L'auteur, Javier Cercas, devient un personnage de son roman et se décide à enquêter sur cette affaire qui l'intrigue. Cercas commence à écrire son récit mais une fois achevé, il se rend compte que le livre est boiteux, qu'il manque une pièce essentielle pour que le livre fonctionne. L'écrivain chilien Roberto Bolaño l'encourage à poursuivre l'écriture du récit et le met sur la piste d'un vieillard nommé Miralles qui vit en France après avoir lutté dans les rangs de l'armée républicaine. Miralles était en Catalogne au moment de l'exécution manquée de Sánchez Mazas, puis après la défaite il se réfugie en France avant de rejoindre les Forces françaises libres sous le commandement du colonel Leclerc. Miralles fait partie des libérateurs de Paris. Cercas pense que Miralles pourrait être le milicien qui épargna la vie de Sánchez Mazas.
La fin du livre est ouverte à l'interprétation. Le lecteur reste dans l'incertitude quant au rôle de Miralles ou même s'il ne s'agit que d'un personnage de fiction créé par Cercas afin d'avoir un héros.

### Thèmes abordés
L'auteur a expliqué que le thème central du livre n'est pas la Guerre civile espagnole, laquelle est évoquée d'un point de vue non conventionnel en commençant par montrer un massacre de victimes franquistes, c'est-à-dire des futurs vainqueurs de la guerre. « Le roman parle principalement des héros, de la possibilité de l'héroïsme; il parle des morts et du fait que les morts ne meurent pas tout à fait tant que quelqu'un se rappelle d'eux. Il parle de la quête du père, de Télémaque à la recherche d'Ulysse. Il parle de l'inutilité de la vertu et de la littérature comme seule forme de salut personnel... » 
Javier Cercas et le réalisateur David Trueba sont d'accord sur le fait qu'un des thèmes centraux porte sur la manière de récupérer le goût de vivre. Le narrateur Javier Cercas, dans le roman, tout au long de son enquête parvient à satisfaire certaines de ses carences, en trouvant une nouvelle femme, son écriture perdue et son père symbolique ou historique (Miralles).
Le fait d'écrire sur le développement d'une œuvre, en entre-croisant propos sur la structure du livre et l'argument même du livre, avait déjà été expérimenté par l'auteur dans son roman El móvil. « C'est alors que je me suis souvenu de mon premier livre que Roberto Bolaño avait évoqué lors de notre premier entretien, livre où un homme en pousse un autre à commettre un crime afin de pouvoir terminer son roman. »

## Adaptation cinématographique
- 2003 : Soldados de Salamina, film espagnol écrit et réalisé par David Trueba, avec Ariadna Gil

## Récompenses
Le livre a remporté une douzaine de prix littéraires dans la péninsule, dont l'espagnol Prix Cálamo (es) et le catalan Prix Salambó (es).